# 원 혜종
원 혜종(元惠宗, 1320년 5월 25일(음력 4월 17일) ~ 1370년 5월 23일(음력 4월 28일)) 혹은 원 순제(元順帝)는 대원의 제12대 황제이자 몽골 제국 제16대 카안(재위: 1333년 ~ 1368년), 북원의 초대 황제(재위:1368년 ~ 1370년)이다. 순제(順帝)는 명나라가 그를 호칭할 때 사용하는 시호이고, 정식 묘호는 혜종(惠宗), 칸호는 우카가투 카안(몽골어: ᠤᠬᠠᠭᠠᠲᠤ
ᠬᠠᠭᠠᠨ Uqaγatu Qa'an), 우카간투 카안(몽골어: ᠤᠬᠠᠭᠠᠨ ᠲᠤ
ᠬᠠᠭᠠᠨ Uqaγan-tu Qa'an, Ухаант хаан)이다. 황태제 시절의 이름은 타환 태제(Tahwan Prince), 본명은 토곤 테무르(몽골어: ᠲᠤᠭᠤᠨ
ᠲᠡᠮᠦᠷ Toγon Temür, Тогоонтөмөр, 한국 한자: 妥懽帖睦爾)이다.
2000년대 이전 한국에서는 명나라식 시호대로 순제로 표기했다가 이후 혜종으로 표기했다. 명종의 아들로, 이복 동생인 영종 사후, 권신 엘테무르의 방해로 즉위하지 못하다가 1333년 6월 즉위했다. 그는 메르키트 바얀을 이용, 엘테무르 세력을 제거했다. 그러나 이후 메르키트 바얀과 그의 조카 토크토아가 실권을 장악했고, 1354년에 친정했다. 극단적인 몽골 지상주의자였던 메르키트 바얀이 행한 1334년의 과거 제도 폐지때문에 중국 내에서 반란이 일어났으며, 이후 1351년 5월부터 발생, 전국으로 확산된 홍건적의 반란에 시달렸다. 1366년 홍건적의 잔당인 명 태조 주원장이 반란을 일으켜 북진하자 대도를 탈출, 1368년 상도로 갔다가 그해 명나라군의 추격으로 상도를 떠나 몽골고원의 응창부로 피신해, 그곳에서 사망했다.
그의 이름 토곤 테무르는 중세 몽골어로 '철 가마', '철 냄비'를 뜻한다. 혜종이 대도를 잃은 것은 몽골사에서 중대한 역사적 사건의 하나로 인정되며, 많은 몽골 연대기에는 토곤 테무르가 대도를 잃고 북쪽으로 후퇴한 것을 '혜종 비가', 또는 '토곤 테무르의 슬픔'(Lament of Toγon temür)이라고 부른다.

## 생애

### 생애 초반

#### 출생과 생애 초기
토곤 테무르는 1320년 5월 25일 중앙아시아에 머물고 있던 쿠살라(후일의 원 명종)와 투르크계 카를룩[葛邏祿]족의 추장 테무스루의 딸 카를룩 말리아타리(邁來迪) 사이에서 태어났다. 《원사연의》에서는 그의 이복동생 이린친발를 적자라 했고, 토곤 테무르에 대해서는 적자라는 언급을 하지 않았다. 그의 이름 '토곤 테무르'는 중세 몽골어로 '철 가마', '철 냄비'를 뜻했다. '타간테무르'(托歎特穆爾), '수간테무르'(妥歡帖木耳)로도 불린다.
1307년 혜종의 아버지 쿠살라의 숙부였던 인종 아유르바르와다는 자신의 형이자 토곤 테무르의 조부였던 무종 카이산이 그에게 제위를 양보하는 대신, 자신이 죽은 후 형의 아들을 차기 황제로 세우겠다고 약속했다. 그러나 뒤에 약속을 어기고, 윈난성으로 쿠살라를 추방했다. 숙부인 인종으로부터 암살 위협을 느낀 쿠살라는 윈난 성에 유배가는 도중 탈출하여, 중앙아시아의 차가타이 한국으로 망명했다. 쿠살라의 망명으로 두려움을 느낀 인종은 아들 우투시부카를 몽골고원으로 보내 쿠살라의 침입에 대비했다.
혜종의 어머니 카를룩 말리아타리는 군왕 아르슬란(阿兒厮蘭)의 후손으로 투르크계 카를룩[葛邏祿]족의 추장 테무스루의 딸이었다. 카를룩씨는 한때 원나라에 투항한 남송 공제의 첩이었으나, 공제 사후, 혹은 공제가 불교 승려가 된 후 어느 시점엔가 중앙아시아로 귀환했다. 따라서 토곤 테무르가 명종 쿠살라의 친아들이 아니고, 공제의 사생아라는 소문이 시중에 유포되었다. 이에 일부 몽골인들은 명 성조 영락제에 대해 주원장의 친아들이 아니라 명나라가 북경을 함락시킨 뒤 몽골 황후 출신의 여성에게서 태어난 아들이라며 비슷한 이야기를 유포했다. 영락제가 몽골 황후의 아들이라는 설은 17세기 몽골의 사서 《알탄 톱치》의 <몽골 연대기>에도 수록되었다.
혜종이 명종의 진짜 아들이 아니라는 시중의 소문을 사관 우집(虞集)과 마조상(馬祖常)이 사서에 그대로 기록했다. 황제 즉위 후 이 사실을 알게 된 혜종은 분노하여 우집과 마조상을 찾아 죽이려고 했다. 그러나 토크토아의 극력 만류로 중단했다.
토곤 테무르의 어린 시절에 대한 기록은 상세히 전해지지 않는다. 토곤 테무르는 티베트 불교의 신자였고, 카르마파 랑중 도르제 3세의 제자였으며 불교 탄트라를 수행했다. 훗날 랑중 도르제 3세는 그의 즉위식에 참석하려고, 대도(현, 베이징시)를 방문하기도 했다. 카를룩족은 칭기즈 칸의 친인척도 아니었고, 몽골족이 아닌 투르크계 부족이었다. 토곤 테무르는 몽골 귀족들로부터 출신 가문이 별로 좋지 않은 것으로 취급되었다.
1329년 차가타이 한국에 망명 중이던 아버지 쿠살라가 원나라로 귀국할 때, 따라서 귀국했다.

#### 유배 생활
1328년 원나라의 대도파 귀족들은 몽골고원파 진왕 계열 황제에게 반기를 들고(양도 전쟁), 그해 10월 16일 무종 카이산의 군인 측근들과 연락해, 카이산의 아들 중 한 명을 황제로 세우기로 약속했다. 이들은 대도 근처에 있었던 투그 테무르를 황제로 추대했지만, 곧 투그 테무르의 형이자 무종의 장남이었던 쿠살라가 대군을 이끌고 대도로 왔다. 토곤 테무르의 숙부 투그 테무르는 자신의 형이자 토곤테무르의 아버지였던 쿠살라에게 제위를 양보했다.
1329년 4월 아버지 쿠살라가 황제가 되었지만 그해 8월 동생 투그 테무르를 만나러 가던 중 엘테무르에 의해 독살되었다(천력의 변). 문종 투그 테무르는 형인 명종 쿠살라에게 미안한 마음을 품고, 쿠살라의 아들 중 한 명을 황태자로 삼으려 했다. 1329년 8월 킵차크 출신 권신 엘테무르는 토곤 테무르가 원 명종 쿠살라의 아들이 아니라는 이유로 추방했고, 3세의 어린 린친발을 황태자로 책봉했다. 어린 황제가 조종하기 쉬울 것이라 보고, 린친발을 선택했던 것이다.
1329년 태자 패랄이 고려 대청도에 유배되었다가 그해 3월 29일 원나라 황제에 의해 소환된 기사가 《고려사》에 전해진다. 이 패랄 태자가 토곤 테무르와 동일인인지 여부는 알려진 것이 없다. 이듬해인 1330년 4월 토곤 테무르는 같은 대청도로 유배되었다.
토곤 테무르는 1자왕, 2자왕의 작위도, 군왕의 작위도 받지 못했다. 1330년 4월 20일 엘 테무르는 명종의 정후 바부샤 카툰을 처형하고, 토곤 테무르는 명종의 친자가 아니라는 이유로 탄핵을 유도하여, 고려의 대청도로 유배보냈다. 엘테무르는 자신의 딸 다나슈리를 토곤 테무르와 결혼시켰으나 명종을 독살한 장본인이었기 때문에, 토곤 테무르가 이를 추궁할까 의심하며 항상 경계했다. 고려에서는 토곤 테무르가 계모의 핍박을 받고 유배온 것으로 소문이 생성되어 유포되었다.

### 즉위 직전
1329년 9월 2일 문종이 붕어하자, 토곤 테무르의 이복 동생인 린친발 태자가 제위를 계승했다. 권신 엘 테무르는 토곤 테무르의 즉위를 반대하고, 문종 투그 테무르의 아들 엘 테구스를 새 황제로 옹립하려 했다. 그러나 투그 테무르의 황후 부다시리 카툰은 엘 테무르의 권세가 커지는 것과, 아들이 권력투쟁에 시달리는 것을 걱정해 이를 거절했다. 부다시리 카툰은 선제 문종이 전전 황제 쿠살라의 아들을 후계자로 정하라고 한 유언을 근거로 엘테무르의 엘 테구스 추대를 계속 거절했다.
토곤 테무르는 고려 양광도의 대청도로 보내졌다. 그는 도금한 불상 하나를 봉안하고 매일 고향으로 돌아가게 해달라며 기도했다고 한다. 토곤 테무르가 작은 불상을 봉안하고 기도했다는 곳에는 후일 신광사(神光寺)가 세워졌다. 옹진군 백령도의 전설과 조선조의 사서 《택리지》에 의하면 토곤 테무르의 꿈에 부처가 나타나, "나는 밤낮없이 이 곳에 서서 모진 비와 억센 바람에 견디기 힘들고 괴롭다. 네가 나를 위하여 집을 지어 준다면 제위에 오르도록 해 줄 것이다."라고 말하는 것을 현몽했으며, 토곤 테무르는 불상을 봉안했다고 한다. 훗날 그는 황해도 해주에도 특별히 목재를 보내 사찰을 지었다. 1330년 무렵 토곤 테무르는 고려인 공녀 출신인 기씨를 첩으로 받아들였다. 기씨는 1320년 무렵 고려에서 조공으로 바쳐진 여성들 중 한 명이었다.
그 해, 요양행성의 일부 관료들이 토곤 테무르를 황제로 추대하려다가 사전에 발각되었다. 토곤 테무르의 감시는 더욱 강화되어 사람을 못 만나게 하다가, 1331년 12월 이배되어 호광행성중서성의 정강부(静江府, 현, 광시 성 계림)로 이배되었다가, 다시 광시 성으로 추방되었다. 이때 그는 광시 성의 한 사찰의 주지에게서 한인(漢人) 아동과 같이 글을 배웠다.
그러나 12월 14일 영종 린친발이 갑자기 붕어했다. 엘테무르는 부다시리 카툰을 움직여 엘 테구스를 대칸으로 옹립하려고 했으나, 이번에도 부다시리 카툰은 선제 문종의 유조를 이유로 아들의 제위 계승을 사양했다. 당시 군권을 장악한 권신이었던 엘 테무르는 토곤 테무르가 부황 쿠살라를 독살한 것에 대해 앙심을 품고 있다고 보아, 그의 즉위를 반대했다. 하지만 부다시리 카툰은 토곤 테무르를 소환했다. 1333년 2월 토곤 테무르는 린친발 칸의 사망 소식을 듣고 대도로 올라오려 했으나 엘테무르가 말과 수레 이용을 금지하여, 그의 상경을 저지했다.
원나라는 인종 아유르바르와다가 죽은 뒤부터 1333년 토곤 테무르가 즉위할 때까지 13년간 7명의 황제가 차례로 교대하는 이상 사태를 겪었다. 다수의 황족이 제위를 둘러싼 항쟁 끝에 쓰러진 뒤, 광서에서 추방생활을 보내던 토곤 테무르가 즉위함으로써 겨우 제권이 안정되었다.

### 재위 기간

#### 즉위

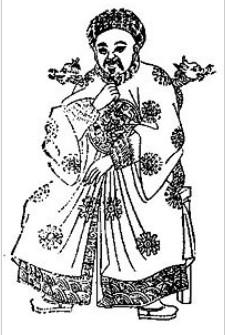
원 혜종

토곤 테무르는 이 시기에 과거 킵차크 칸국의 친위대 사령관을 지냈었고, 원나라의 승상에 올라 권력을 장악하고 있었던 태평왕(太平王) 엘 테무르에게 묶여서, 그가 병사할 때까지 정식으로 즉위할 수 없었다. 1333년 5월 엘 테무르가 죽자, 대신들이 사람을 보내 상도로 올라와 그해 6월 8일 상도 대안각에서 황제로 즉위했다.
그러나 엘 테무르의 사후, 메르키트 바얀 세력과 엘 테무르의 아들 텡기스 세력이 조정의 권력을 놓고 서로 대립했다. 1334년 당시 실권자의 한 사람인 메르키트 바얀이 과거 시험을 폐지했다. 바얀은 몽골 지상주의자였기 때문이다. 1335년 메르키트 바얀의 세력이 강해지자, 엘 테무르의 아들이었던 중서성 좌승상 텡기스와 타라카이 등이 불만을 품고 반란을 일으켰다. 1335년 6월 아스트 친위대 사령관인 메르키트 바얀을 중서성 우승상에 임명하여, 텡기스와 타라카이의 반란을 토벌하게 했는데 이로 인해서 바얀이 황제를 능가하는 권력을 장악하게 되었다. 텡기스 일파의 반란을 진압한 뒤, 혜종은 몽골 유목지상주의자인 메르키트 바얀의 요구대로 과거 제도를 폐지했다. 1335년 7월 혜종은 바얀을 우승상에 임명했다. 바얀은 한림원을 폐쇄하고, 과거 제도를 폐지하는 한편, 몽골 지상주의 정책과 한인에 대한 억제 정책을 실시해 한족들이 이에 반발했다.
즉위 직후 혜종은 문종의 아들인 엘 테구스를 황태자에 책봉하고, 부다시리 카툰을 그 후견인으로 정했다. 그러나 1340년 기황후에게서 아들 아유르시리다르 빌레그트가 태어났다.
1336년 혜종은 바티칸의 로마 교황청을 서유럽의 대표로 보고 사신을 보냈고, 사신은 1338년 5월 프랑스 아비뇽에 도착했다. 혜종의 사신은 교황 베네딕토 12세에게 두 통의 편지 서신을 전달하고 귀국했다. 1336년 여름 원나라 조정은 재정 위기에 직면했고, 혜종은 세금 인상 및 소금에 부과하는 세금 인상으로 이를 극복하려고 했다. 이는 중국 지역의 한족들의 반발을 불러왔다. 중화 지역의 기근, 가뭄, 홍수가 계속되었고, 세금 인상과 소금세 인상에 대한 한족들의 반발은 점점 심해져갔다.
혜종은 성인이 되면서 메르키트 바얀의 전횡에 반발했다. 1340년 2월, 순제는 메르키트 바얀의 조카인 메르키트 토크토아를 찾아 친정 의사를 내비쳤다. 토크토아는 고민하다가 대의를 위해 혜종을 따르기로 했다. 황제는 곧 토크토아를 이용해 그와 손잡고 메르키트 바얀을 쿠데타로 축출한 후 그를 광둥 성으로 유배를 보내 그 권력을 빼앗았다. 이후 원나라의 궁정은 거의 군벌의 내부 항쟁에 의해 움직이게 되었다. 권신 바얀을 축출한 후, 그해 6월 부다시리 카툰과 황태자 엘 테구스를 제거하여, 이들을 유배보냈다가 유배가던 도중에 사사했다. 일설에는 부다시리 카툰과 엘 테구스를 유배보낸 것은 메르키트 바얀의 뜻이라는 설도 있다.
혜종은 메르키트 바얀의 권력을 빼앗았으나 바얀의 측근들은 토크토아와 그의 아버지 마자르타이의 편에 서게 되었고, 토크토아는 곧 제국의 권력을 장악하게 되었다.

#### 즉위 초반
메르키트 바얀을 추방한 후 혜종은 한족 문사들을 등용하고, 연호를 지정(至正)으로 고쳤다. 성인이 된 대칸의 권력을 둘러싼 대립이 더해져 1344년 6월 토크토아를 일시적으로 해임시켰다. 그러나 토크토아는 복귀했고, 혜종은 진종 태정제 예순 테무르와 명종 쿠살라의 측근들을 이용해 1347년 토크토아와 마자르타이 부자를 영주(寧州)로 추방했다. 토크토아가 추방당한 1347년부터 1349년까지 중앙 정국의 혼란이 계속되었다. 이 정치 혼란 속에서 어느덧 유럽에 유행하고 있던 흑사병과 비슷한 것으로 보이던 전염병이 원나라에도 유행하게 되었고, 차례로 천재지변이 농촌을 황폐화시켰다.
혜종은 몽골의 유력 부족 내에서 제2 황후를 취하는 일반적인 관행에 벗어나, 고려인 기씨를 제2 황후로 승격시키려고 했다. 궁정에서 이러한 전대미문의 고려 여성의 승격에 대한 반발이 거세지자 혜종은 일단 뒤로 물러났다. 그러나 1340년 1월 23일 기씨가 아들 아유르시다르 빌레그트를 낳자, 아들을 낳은 것을 계기로 기씨를 제2 황후로 승격시켰다.
그러나 중앙 정부내의 권력 다툼에 마음을 빼앗긴 권력자들은 이에 대한 유효한 대책을 충분히 실행하지 못했기 때문에 국내는 급속히 황폐화되었고, 원나라의 차별정책 아래 놓여 있었던 옛 남송인의 불만과 상업 중시의 원나라의 정책이 만들어낸 경제 착취에 괴로워하던 농민층의 궁핍 등이 원인이 되어 지방에서는 급속히 불온한 움직임이 높아져 갔다.
1338년부터 1349년 사이 저명한 아랍의 여행자인 이븐 바투타(Ibn Battuta)가 델리 술탄국의 사절 자격으로 원나라를 방문하여, 혜종을 알현하고 대도에 체류하며 원나라를 여행했다. 1340년부터는 다시 과거 시험을 시행했다.
1340년 혜종 토곤 테무르는 문종 투그 테무르가 자신의 아버지 명종 쿠살라를 독살했다고 선언하고, 그해 6월 14일 그의 위패를 태묘에서 철거하고, 출향했다.

#### 재위 중반
1343년부터 혜종은 토크토아를 시켜 《요사》, 《금사》, 《송사》 등 세 개 사서의 편찬을 주관하여 완간시켰다. 1347년 혜종은 토크토아의 권력 확장을 두려워하여, 옛 무종 카이산의 지지자들과 진종 예순 테무르의 지지자들을 규합하여 토크토아를 탄핵하고 실각시켰다.
1348년, 현재의 신장 지역인 차가타이 칸국 동부 지역의 유력 가문인 두글라트(Duglaht) 부에서 투글루크 티무르(Tughlugh Timur)를 칸으로 옹립하면서 차가타이 칸국이 동•서로 분열되고 말았다. 동차가타이 칸국(모굴리스탄 칸국)의 초대 칸이 된 투글루크 티무르가 잠시 분열된 차가타이 칸국을 통합하고, 여러 부족의 아미르들을 격파하기도 했지만, 이 일시적인 통합은 그가 죽은 1363년에 붕괴되고 말았다. 중앙아시아는 이미 원 무종 카이산 칸 사후 사실상 독립국가화된 상태였다.
즉위 초반부터 혜종은 각지에 운하 건설을 추진하여, 농민들을 데려다가 부역시켰고, 이는 반발을 불러왔다. 1348년 원나라 조정의 소금 독점에 불만을 품은 불법 소금 상인들이 반란을 일으켰으나 진압되었다. 이후 반란이 계속 발생했다. 1348년 방국진(方国珍) 등의 해적이 해상에서 반란을 일으켜 절강성과 복건성을 점령하고, 원나라의 조세 수송선을 공격했다. 혜종은 토벌군을 보냈으나, 바다에 익숙치 않았던 토벌군은 참패하고 사령관이 포로가 되었다.
1348년 절강의 방국진이 해상에서 반란을 일으킨 것을 시작으로 전국에서 차례로 반란이 일어나, 1351년 5월에는 가노에 의해 진행된 황하의 개수 공사에 불만을 품고 있었던 한족들이 참여하여 확산된 백련교가 중심이 된 홍건적이 한산동, 유복통의 주도로 봉기했다. 이들은 한산동을 송 휘종의 후손이라 칭하고 그를 황제로 추대하며 반란을 일으켰으나 조정은 곧 군사를 보내 진압했다. 그해 혜종은 자이루(賈魯)를 공부상서로 등용했다. 이어 중서성 좌승상으로 승진시켰으나, 자이루는 2년만에 갑자기 돌연 병사하고 말았다.
한편 고려인 기황후는 조정의 권력을 장악하려 했고, 자신의 아들을 황태자로 세우려고 했다. 이에 아들 아유르시리다르는 점점 조정의 권력을 장악하려고 시도했다.

#### 정치 외면과 내부 혼란
기황후는 자신의 아들을 차기 황제로 세우려 했고, 그 때문에 혜종은 아들 아유르시리다르를 경계하기 시작했다. 한편 혜종은 자신의 친위대를 구성해 황태자파의 세력을 꺾으려고 했다. 동시에 각처에서는 흉년과 지진 등 천재지변이 발생해 민심이 급속히 이반되었다. 토곤 테무르 칸은 점차 치국에 관심을 잃어가게 되었고, 정치 문제에 개입하는 것을 중단했다. 그는 역학을 좋아했고, 사냥과 성행위 등으로 시간을 보냈으며, 대도와 상도 황궁의 정원에 기계 장치를 설치했다. 정치는 혜종의 측근인 관료들에 의해 주관되었다. 그는 12만 명의 장정을 황하로 보내 산둥반도의 남쪽과 황해변까지 운하를 건설했다.
1353년에 황태자가 아유르시다르는 권력을 장악하려 했고, 황제 대신 정무를 관장하던 혜종의 측근들과 충돌했다. 이 기간 동안 기황후는 세력을 더욱 키워, 권력이 점점 더 커졌다. 기황후는 자기 아들 아유르시리다르가 조정의 전권을 장악하기를 원했지만, 혜종의 측근들은 이를 반대하여 조정에서는 심각한 갈등이 벌어졌다. 기황후와 그의 측근들은 아유르시다르를 설득하여 혜종의 측근들을 타도하도록 했다. 1353년 태자 아유시리다르는 기황후 등의 지원을 받아 정권 탈취를 시도했으나 실패했다. 혜종은 분쟁을 조절하지 못했고, 1355년 황제의 측근들은 기황후와 아유르시리다르의 음모로 반역자로 몰려 숙청되었다.
혜종은 합마가 아유르시리다르를 황제로 옹립하려 한다고 의심했다. 1355년 토크토아가 합마의 무고로 회안(淮安)에 유배됐다가 얼마 뒤 대리(大理)로 유배지가 옮겨졌다. 토크토아는 대리로 가는 길에 합마가 조서를 고쳐서 보낸 독이 든 술을 마시고 죽었다. 토크토아의 죽음으로 혜종은 정치에 대한 의지를 잃게 되었다. 1356년에는 합마가 아유르시리다르를 황제로 추대하려는 쿠데타를 계획했다가 사전에 발각되어, 합마 형제는 유배를 가던 중 정적들에 의해 목졸려 살해당했다. 기황후 역시 자신의 아들 아유르시리다르를 황제로 앉히려는 음모를 꾸미다가 발각되었다. 혜종은 아들 아유르시리다르를 점점 더 경계하기 시작했다.

#### 내부혼란과 홍건적의 난
1354년 토크토아가 대규모 토벌군을 이끌고 홍건적을 진압했다. 그러나 혜종은 토크토아에 의지하면서도 군사력을 거머쥔 그의 배신을 의심해 두려워했다. 대군을 이끈 토크토아가 강대한 군사력을 가지는 것을 두려워한 혜종과 그에 발맞춘 간신 합마의 무고에 의해 갑자기 경질되고 유배당하던 중 곧 살해당하자, 군벌에게 의지하던 원나라의 군사력이 크게 약화되었다. 중국 내부에서는 종말론적인 유언비어가 각처에서 확산되었다. 1355년 2월 유복통의 잔당이 한산동의 아들 한림아를 황제로 추대하고 다시 반란을 일으켰다. 원나라의 군대는 홍건적을 막지 못했다.
티베트 불교를 신봉했던 혜종은 카르마파 제4대 교주였던 랑중 도르제 4세를 대도로 초빙했다. 1359년 랑중 도르제 4세는 대도를 방문하여, 3년간 황제의 자문으로 있으면서 중국에 많은 티베트 불교 사원을 설립했다.
1360년 이후 황태자 아유시리다르는 정권을 탈취하려다가 실패했다. 하지만 혜종은 아유시리다르를 죽이지 않았다. 1362년 황태자 아유시리다르는 재상 초젬과 함께 새로운 음모를 꾸몄으나 사전에 발각되어, 실패하고 대도에서 추방되었다. 곧 초젬을 처형하자 아유르시리다르는 중국 남부와 북부에서 홍건적의 난을 토벌하고 있었던 원나라 군대를 끌어들였다. 아유르시리다르의 군대는 코케 테무르의 허난 성 군대를 가까스로 이겼다. 1363년 황태자의 군대는 대도를 점령했고, 혜종은 차례로 지방에 지원을 요청하여 다퉁에 있었던 볼라드 테무르의 군대가 대도로 왔다.
1364년 산시성에 기반을 둔 군벌 볼라드 테무르(Bolad Temür)가 군사를 이끌고 대도를 점령하고 황태자를 대도에서 추방했다. 추방당한 태자는 허난에 기반을 둔 군벌 코케 테무르(Köke Temür)와 동맹을 맺고, 볼라드 테무르를 몰아냈다. 볼라드 테무르는 부하의 배신으로 코케 테무르에 의해 사살되었다. 아유르시리다르의 계속된 정권 탈취 기도는 홍건적의 진압을 어렵게 만들었다.
1366년 원나라 군대는 겨우 홍건적을 붕괴시켰다. 그러나 이때, 1360년 무렵부터 홍건적 진영내에서 두각을 나타낸 주원장(朱元璋)이 기타 반란자들을 차례로 쓰러뜨리고, 홍건적의 세력을 규합, 흡수하며 화남을 통일해 1366년 난징에서 황제로 즉위하고 명나라를 건국했다.

### 대도 탈출과 북천
1366년 9월 14일 홍무제는 즉위하는 동시에 대규모의 북벌을 개시하여 원나라의 수도 대도(大都)에 육박했다. 1368년 1월 23일에 명나라 북벌군에 의해 수도인 대도를 빼앗기고, 상도(上都)로 천도했다. 혜종이 천도하는 사이 진남왕 토곤의 넷째 아들 테무르부카(帖木兒不花)가 임시 감국에 올라  중서성 우승상 배경동(拜慶童)과 함께 항전했으나 패배하고 전사했다. 9월 10일 명나라 장군 서달 등이 대도를 점령했다. 학자에 따라서는 1366년 대도 점령을 원나라의 멸망 기점으로 보기도 하고, 다른 학자들은 1368년 상도 점령을 원나라의 멸망 기점으로 보기도 한다.
1367년 아유르시리다르 황태자를 중서령 겸 영추밀원사에 임명했다. 아유르시다르는 행정과 군권을 모두 장악했다. 곧 혜종에게 황태자에게 양위하라는 상소가 올라왔고, 그는 퇴위를 꺼리면서도 황태자를 사실상의 통치권자로 승인했다.
1368년 명나라군이 강남에서 올라왔고, 허난 성에 주둔중이던 코케 테무르의 군대도 명나라의 서달에게 최종 격파되었다. 이 패배를 계기로 원나라의 전 군의 실권은 아유르시리다르가 잡게 되었으나 태자는 부황을 폐위시키지 않았다. 혜종은 명목상의 군주로 전락하게 되었다. 그러나 1369년 명나라는 상우춘(常遇春)에게 군사를 주어 상도를 공격하게 했다. 1369년 9월 14일 상도가 명나라 상우춘 군에 의해 함락되었다. 혜종과 구신들은 피신했다. 1369년 7월 14일 혜종은 상도의 북쪽에 있는 응창부(應昌府 현, 중화인민공화국 내몽골 자치구 츠펑 시 헤시구텐기)로 천도했다. 일설에는 케룰렌 강변까지 일시 피신했다는 설도 있다. 이후 혜종의 영향력은 만리장성 이북에 한한 것이었다. 그리고 1년 뒤인 1370년에 혜종은 황태자 아유르시리다르에게 대칸의 지위를 물려주고 응창부에서 이질로 사망했다.
명나라에게 쫓겨 수도를 북쪽에 있는 응창부로 천도했지만, 쿠빌라이 계통의 북원은 여전히 몽골고원을 중심으로 세력을 유지하고 있었고, 1635년 후금에게 공격당해 공식적으로 멸망했다.

### 사후
명나라에서는 '순천응인'(順天應人), 즉 '순순히 하늘의 뜻에 따라 물러났다.'며 '순제'라는 시호를 추서했다. 일각에서는 그의 연호를 따 '지정제'(至正帝)라 부르거나, 경신년에 대도를 버리고 떠난 것을 근거로 '경신제'(庚申帝), '경신군'(庚申君)으로 부르기도 한다. 북원에서는 시호를 '선인보효황제'(宣仁普孝皇帝)라 하고 묘호를 '혜종'이라 했다. 몽골식 존호는 '우카칸투 카안'(烏哈噶圖汗, 烏哈篤汗)으로, '명지'(明智), 총명한, 즉 '밝은 지혜'를 의미한다.
그해 6월 10일 명나라 장군 이문충(李文忠)이 이끄는 부대가 다시 응창부를 장악하자 소종 아유르시리다르와 원나라 조정은
몽골 초원의 카라코룸으로 퇴각했다. 혜종이 죽은 뒤에도 윈난 성과 구이저우 일대에서 양왕 바르살바르미 등 원나라의 황족과 장군들이 계속 명나라에 저항했다. 이들의 저항은 1381년까지 계속되었다.
한국에서는 명나라식 시호를 인용, 순제라고 칭했으며 조선 멸망 이후에도 명나라식 시호인 순제가 통용되었다. 2000년대 이후 몽골의 시호, 묘호대로 부르게 되었다.

## 가족관계

### 조부모와 부모
- 조부 : 제7대 카안 무종(武宗) 카이샨
- 조모 : 추존황후 인헌장성황후(仁獻莊聖皇后) 이키레스씨
- 아버지 : 제9대 황제 명종(明宗) 코실라
- 어머니 : 추존황후 정유휘성황후(貞裕徽聖皇后) 한록로씨(罕祿魯氏)

### 황후
- 다나슈리 대카툰 킵차크씨(또는 바야우트씨) 살해
- 바얀 후투그 콩기라트씨 42세로 사망
- 보현숙성황후(普顯淑聖皇后) 기씨(奇氏)
- 무나시리 카툰 콩기라트씨

### 후궁
- 숙비 용서교(淑妃 龍瑞嬌) - 궁중 7귀
- 숙비 정일녕(淑妃 程一寧) - 궁중 7귀
- 숙비 과소아(淑妃 戈小娥) - 궁중 7귀
- 여빈 장아원(麗嬪 張阿元) - 궁중 7귀
- 여빈 지기씨(麗嬪 支祁氏) - 궁중 7귀
- 재인 응향아(才人 凝香兒) - 궁중 7귀
- 재인 영영(才人 英英) - 궁중 7귀
- 여빈 진씨(麗嬪 陳氏)

### 황자
1. 황태자 아유르시리다르 - 대원 제17대 카안 소종(昭宗)
2. 오왕(吳王) 백안첩목아(伯顔帖木兒)
3. 촉왕(蜀王) 도선첩목아(都先帖木兒)
4. 익왕(益王) 투구스 테무르 - 대원 제18대 카안 천원제(天元帝)
5. 제왕(齊王) 연태(燕台)
6. 초왕(楚王) 화태랄(和台剌)
7. 진금 황자(眞金 皇子, 요절) - 백안홀도황후 소생
8. 정체불명의 황자(皇子) - 백안홀도황후 소생[1]
9. 실독아 태자(失禿兒 太子)[2]
10. 만만 태자(巒巒 太子)

### 황녀
1. 정국공주(鄭國公主) - 진동무성왕 박공목소특(鎭東武成王 博供穆素特)에게 하가(下嫁)
2. 초국공주(楚國公主) - 요왕 홍길랄 색평지만사특(遼王 弘吉剌 色坪持滿思特)에게 하가(下嫁)
3. 연국공주(燕國公主) - 정남충성왕 홍길랄 초삭극포태가파(征南忠成王 弘吉剌 礎朔克布台可巴)에게 하가(下嫁)
4. 완국공주(宛國公主) - 평북무헌왕 홍길랄 시금(平北武獻王 弘吉剌 時金)에게 하가(下嫁)
5. 촉국공주(蜀國公主) - 안평왕 파통격만(安平王 把通格滿)에게 하가(下嫁)

## 기년
| 혜종        | 원년                           | 2년        | 3년                 | 4년        | 5년        | 6년        | 7년        | 8년        | 9년             | 10년       |
| ----------- | ------------------------------ | ---------- | ------------------- | ---------- | ---------- | ---------- | ---------- | ---------- | --------------- | ---------- |
| 서력 (西曆) | 1333년                         | 1334년     | 1335년              | 1336년     | 1337년     | 1338년     | 1339년     | 1340년     | 1341년          | 1342년     |
| 간지 (干支) | 계유(癸酉)                     | 갑술(甲戌) | 을해(乙亥)          | 병자(丙子) | 정축(丁丑) | 무인(戊寅) | 기묘(己卯) | 경진(庚辰) | 신사(辛巳)      | 임오(壬午) |
| 연호 (年號) | 지순(至順) 4년 원통(元統) 원년 | 2년        | 3년 지원(至元) 원년 | 2년        | 3년        | 4년        | 5년        | 6년        | 지정(至正) 원년 | 2년        |
| 혜종        | 11년                           | 12년       | 13년                | 14년       | 15년       | 16년       | 17년       | 18년       | 19년            | 20년       |
| 서력 (西曆) | 1343년                         | 1344년     | 1345년              | 1346년     | 1347년     | 1348년     | 1349년     | 1350년     | 1351년          | 1352년     |
| 간지 (干支) | 계미(癸未)                     | 갑신(甲申) | 을유(乙酉)          | 병술(丙戌) | 정해(丁亥) | 무자(戊子) | 기축(己丑) | 경인(庚寅) | 신묘(辛卯)      | 임진(壬辰) |
| 연호 (年號) | 3년                            | 4년        | 5년                 | 6년        | 7년        | 8년        | 9년        | 10년       | 11년            | 12년       |
| 혜종        | 21년                           | 22년       | 23년                | 24년       | 25년       | 26년       | 27년       | 28년       | 29년            | 30년       |
| 서력 (西曆) | 1353년                         | 1354년     | 1355년              | 1356년     | 1357년     | 1358년     | 1359년     | 1360년     | 1361년          | 1362년     |
| 간지 (干支) | 계사(癸巳)                     | 갑오(甲午) | 을미(乙未)          | 병신(丙申) | 정유(丁酉) | 무술(戊戌) | 기해(己亥) | 경자(庚子) | 신축(辛丑)      | 임인(壬寅) |
| 연호 (年號) | 13년                           | 14년       | 15년                | 16년       | 17년       | 18년       | 19년       | 20년       | 21년            | 22년       |
| 혜종        | 31년                           | 32년       | 33년                | 34년       | 35년       | 36년       | 37년       | 38년       |                 |            |
| 서력 (西曆) | 1363년                         | 1364년     | 1365년              | 1366년     | 1367년     | 1368년     | 1369년     | 1370년     |                 |            |
| 간지 (干支) | 계묘(癸卯)                     | 갑진(甲辰) | 을사(乙巳)          | 병오(丙午) | 정미(丁未) | 무신(戊申) | 기유(己酉) | 경술(丙戌) |                 |            |
| 연호 (年號) | 23년                           | 24년       | 25년                | 26년       | 27년       | 28년       | 29년       | 30년       |                 |            |

## 기타
1348년 3월 기황후의 친정 일족들이 고려 개경(현, 개성시)에 개성경천사지십층석탑을 세웠다고 한다.

## 원 혜종이 등장한 작품
- 《기황후》 (MBC, 월화드라마 2013년~2014년, 배우: 지창욱)

| 전임 동생 린친발 카안 엘테무르(섭정) | 제16대 몽골 제국 카안 1333년 7월 19일 - 1368년 1월 23일(원) 1368년 1월 23일 - 1370년 5월 23일(북원) | 후임 아들 아유르시리다르 빌릭투 카안 |

| 전임 동생 린친발 카안 엘테무르(섭정) | 중국 남부 지역의 황제 1333년 7월 19일 - 1368년 1월 23일 | 후임 명나라 태조 |

## 같이 보기
- 몽골의 칸 목록
- 중국의 군주 목록

1. ↑  원말명초 시기의 인물인 엽자기(葉子奇)가 쓴 서적 「초목자(草木子)」에서만 언급되며 볼라드 테무르가 반란을 일으켰을 때 고려 혼혈인 아유시리다라 대신에 태자가 될 뻔 했으나 코케 테무르의 도움으로 상황이 정리되었고 모친인 바얀 후투그 황후가 죽을 때 이 황자는 설산에 있었다고 하는 것으로 보아 귀양을 보낸 뒤 죽었을 것으로 보인다.
2. ↑  자세한 행적은 알려져 있지 않으며, 고려사 권 38, 공민왕세가 1에 의하면 1351년 고려로 와서 고려 여인을 아내로 삼았다 한다.